# جيم بيرسون (لاعب هوكي جليد)
جيم بيرسون هو لاعب هوكي جليد كندي، ولد في 10 مايو 1950 في تشاتام كينت في كندا.

## وصلات خارجية
- جيم بيرسون على موقع دوري الهوكي الوطني (الإنجليزية)
- جيم بيرسون على موقع EliteProspects.com (الإنجليزية)
- جيم بيرسون على موقع HockeyDB.com (الإنجليزية)